# Stenothemus
Stenothemus es un género de coleóptero de la familia Cantharidae.

## Especies
Las especies de este género son:
- Stenothemus andreasi
- Stenothemus angulatus
- Stenothemus annapurnensis
- Stenothemus benesi
- Stenothemus bezdeki
- Stenothemus bicoloripes
- Stenothemus bourgeoisi
- Stenothemus dentatus
- Stenothemus diffusus
- Stenothemus dundai
- Stenothemus expansus
- Stenothemus favrei
- Stenothemus fukienensis
- Stenothemus ganeshai
- Stenothemus grahami
- Stenothemus harmandi
- Stenothemus holosericus
- Stenothemus jindrai
- Stenothemus kuatunensis
- Stenothemus laterophysus
- Stenothemus mamorui
- Stenothemus martensi
- Stenothemus melleus
- Stenothemus minutus
- Stenothemus multilimbatus
- Stenothemus nepalensis
- Stenothemus nigrosparsus
- Stenothemus orbiculatus
- Stenothemus owadai
- Stenothemus quadratithorax
- Stenothemus robustus
- Stenothemus schneideri
- Stenothemus separatus
- Stenothemus sepiaceus
- Stenothemus subnitidus
- Stenothemus taiwanus
- Stenothemus tryznai
- Stenothemus volaticomimus
- Stenothemus wardi
- Stenothemus wittmeri
- Stenothemus yunnanus